# شهرك صنعتي أراسنج (زهرا السفلى)
شهرك صنعتي أراسنج (بالإنجليزية: Shahrak-e Sanati-ye Arasanj)‏ هي مستوطنة تقع في إيران في Zahray-ye Pain Rural District. يقدر عدد سكانها بـ 13 نسمة .